# Лучо Гонсалес
Лучо Гонсалес (ісп. Lucho González, нар. 19 січня 1981, Буенос-Айрес) — аргентинський футболіст, півзахисник «Рівер Плейта».
Виступав за аргентинські клуби «Уракан» та «Рівер Плейт», португальський «Порту», французький «Марсель» і катарський «Аль-Райян», а також національну збірну Аргентини. У складі збірної — олімпійський чемпіон.

## Клубна кар'єра
У дорослому футболі дебютував 1998 року виступами за «Уракан», в якому провів чотири сезони, взявши участь у 111 матчах чемпіонату.

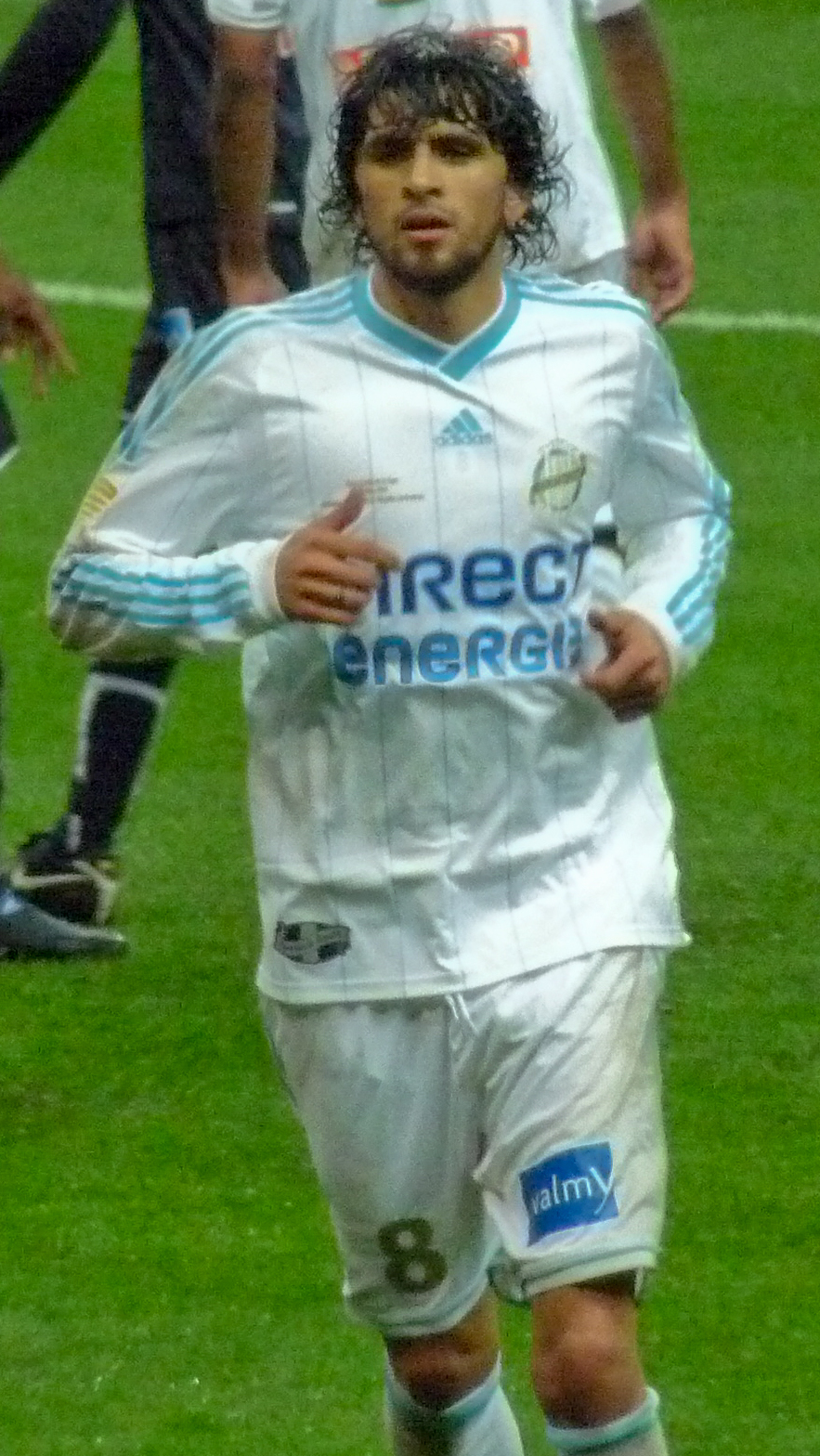
Лучо Гонсалес під час виступів за «Марсель». 27 березня 2010 року.

Своєю грою за цю команду привернув увагу представників тренерського штабу клубу «Рівер Плейт», до складу якого приєднався 2002 року. Відіграв за команду з Буенос-Айреса наступні три сезони своєї ігрової кар'єри. Більшість часу, проведеного у складі «Рівер Плейта», був основним гравцем команди. За цей час двічі виборював титул чемпіона Аргентини.
2005 року уклав контракт з клубом «Порту», у складі якого провів наступні чотири роки своєї кар'єри гравця. Граючи у складі «Порту» також здебільшого виходив на поле в основному складі команди, ставши згодом капітаном команди. У складі «Порту» був одним з головних бомбардирів команди, маючи середню результативність на рівні 0,33 голу за гру першості. За цей час додав до переліку своїх трофеїв чотири титули чемпіона Португалії, два Кубка Португалії, а також один Суперкубок.
З червня 2009 року два з половиною сезони захищав кольори «Олімпіка» (Марсель). Тренерським штабом нового клубу також розглядався як гравець «основи». За цей час додав до переліку своїх трофеїв титул чемпіона Франції, а також по двічі ставав володарем Кубка французької ліги та Суперкубка Франції..
До складу «Порту» повернувся 30 січня 2012 року. Відіграв після повернення за клуб з Порту 2 сезони, вигравши ще по два чемпіонати і суперкубка Португалії, після чого 27 січня 2014 року приєднався до катарського «Аль-Райяна».
2015 року повернувся на батьківщину, підписавши контракт з «Рівер Плейтом», у складі якого того ж року виграв Кубок Лібертадорес, а також став фіналістом клубного чемпіонату світу.

## Виступи за збірну
31 січня 2003 року дебютував в офіційних матчах у складі національної збірної Аргентини в товариській грі проти збірної Гондурасу, в якій відразу забив гол, а його збірна перемогла з рахунком 3-1.
2004 року у складі Аргентини U-23 був учасником Олімпійських ігор в Афінах, на яких разом із збірною здобув золоті медалі.
У складі національної збірної був учасником розіграшу Кубка Америки 2004 року у Перу, де разом з командою здобув «срібло», чемпіонату світу 2006 року у Німеччині та розіграшу Кубка Америки 2007 року у Венесуелі, де разом з командою здобув «срібло».
До завершення виступів за збірну у 2011 провів у формі головної команди країни 45 матчів, забивши 6 голів.

## Статистика виступів

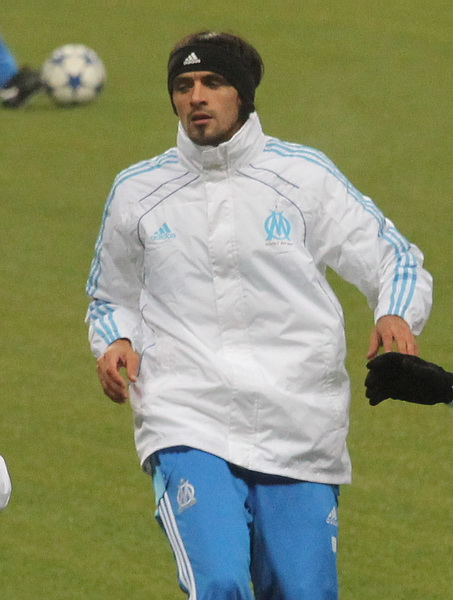
Лучо Гонсалес на тренуванні у складі «Олімпіка»

### Статистика клубних виступів
| Сезон   | Команда             | Країна        | Ігор | Голів |
| ------- | ------------------- | ------------- | ---- | ----- |
| 1998/99 | «Уракан»            | Прімера       | 7    | 0     |
| 1999/00 | «Уракан»            | Прімера       | 35   | 5     |
| 2000/01 | «Уракан»            | Прімера       | 34   | 3     |
| 2001/02 | «Уракан»            | Прімера       | 35   | 4     |
| 2002/03 | «Рівер Плейт»       | Прімера       | 32   | 7     |
| 2003/04 | «Рівер Плейт»       | Прімера       | 24   | 2     |
| 2004/05 | «Рівер Плейт»       | Прімера       | 26   | 8     |
| 2005/06 | «Порту»             | Прімейра-Ліга | 30   | 10    |
| 2006/07 | «Порту»             | Прімейра-Ліга | 30   | 9     |
| 2007/08 | «Порту»             | Прімейра-Ліга | 28   | 4     |
| 2008/09 | «Порту»             | Прімейра-Ліга | 28   | 6     |
| 2009/10 | «Олімпік» (Марсель) | Ліга 1        | 32   | 5     |
| 2010/11 | «Олімпік» (Марсель) | Ліга 1        | 36   | 8     |
| 2011/12 | «Олімпік» (Марсель) | Ліга 1        | 19   | 2     |
| 2011/12 | «Порту»             | Прімейра-Ліга | 12   | 1     |
| 2012/13 | «Порту»             | Прімейра-Ліга | 29   | 6     |
| 2013/14 | «Порту»             | Прімейра-Ліга | 16   | 1     |

### Збірна
| Збірна Аргентини | Збірна Аргентини | Збірна Аргентини |
| Роки             | Ігри             | Голи             |
| ---------------- | ---------------- | ---------------- |
| 2003             | 6                | 2                |
| 2004             | 12               | 3                |
| 2005             | 8                | 0                |
| 2006             | 6                | 0                |
| 2007             | 7                | 0                |
| 2008             | 3                | 0                |
| 2009             | 1                | 1                |
| 2010             | 0                | 0                |
| 2011             | 2                | 0                |
| Всього           | 45               | 6                |

## Титули і досягнення
- Олімпійський чемпіон (1):

Аргентина U-23: 2004

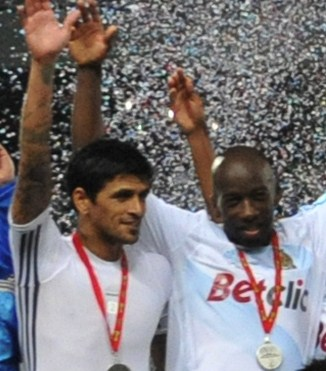
Лучо Гонсалес (ліворуч) і Сулейман Діавара святкують перемогу в Суперкубку Франції. 27 липня 2011 року.

- Срібний призер Кубка Америки: 2004, 2007
- Чемпіон Аргентини (2):

«Рівер Плейт»: Клаусура 2003, Клаусура 2004
- Чемпіон Португалії (6):

«Порту»: 2005-06, 2006-07, 2007-08, 2008-09, 2011-12, 2012-13
- Володар Кубка Португалії (2):

«Порту»: 2005-06, 2008-09
- Володар Суперкубка Португалії (3):

«Порту»:  2006, 2012, 2013
- Чемпіон Франції (1):

«Олімпік» (Марсель): 2009-10
- Володар Кубка французької ліги (2):

«Олімпік» (Марсель): 2009-10, 2010-11
- Володар Суперкубка Франції (2):

«Олімпік» (Марсель): 2010, 2011
- Володар Кубка Лібертадорес (1):

«Рівер Плейт»: 2015
- Володар Кубка банку Суруга (2):

«Рівер Плейт»: 2015
«Атлетіко Паранаенсе»: 2019
- Володар Південноамериканського кубка (1):

«Атлетіко Паранаенсе»: 2018
- Переможець Ліги Паранаенсе (1):

«Атлетіко Паранаенсе»: 2018
- Володар Кубка Бразилії (1):

«Атлетіко Паранаенсе»: 2019